# Minh Đức, Mỹ Hào
Minh Đức là một phường thuộc thị xã Mỹ Hào, tỉnh Hưng Yên, Việt Nam.

## Địa lý
Phường Minh Đức nằm ở phía đông thị xã Mỹ Hào, có vị trí địa lý:
- Phía đông giáp tỉnh Hải Dương
- Phía tây giáp phường Bạch Sam
- Phía nam tỉnh Hải Dương và xã Ngọc Lâm
- Phía bắc giáp các xã Dương Quang và Hòa Phong.

Phường Minh Đức có diện tích 5,64 km², dân số năm 2019 là 8.713 người, mật độ dân số đạt 1.544 người/km².
Quốc lộ 5 và quốc lộ 38 chạy qua địa bàn phường.

## Lịch sử
Trước đây, Minh Đức là một xã thuộc huyện Mỹ Hào.
Ngày 13 tháng 3 năm 2019, Ủy ban Thường vụ Quốc hội ban hành Nghị quyết 656/NQ-UBTVQH14 (nghị quyết có hiệu lực từ ngày 1 tháng 5 năm 2019). Theo đó, chuyển huyện Mỹ Hào thành thị xã Mỹ Hào và thành lập phường Minh Đức trên cơ sở toàn bộ 5,64 km² diện tích tự nhiên và 11.528 người của xã Minh Đức.